# Relikt

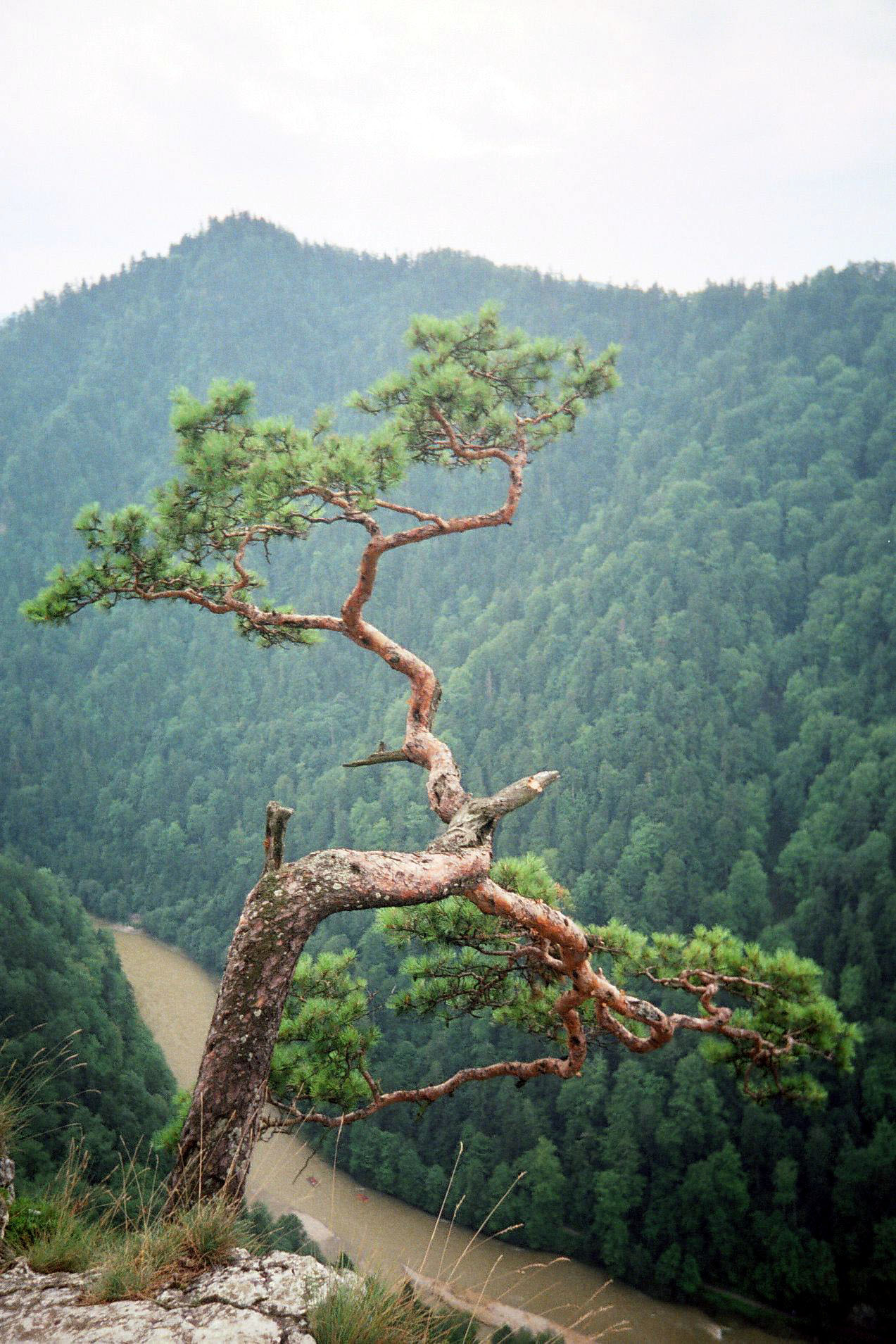
Reliktowa sosna na Sokolicy w Pieninach

Relikt (od łac. relictum „pozostałość, przeżytek”) – termin biogeograficzny używany na określenie współczesnych organizmów (zarówno roślinnych, jak i zwierzęcych), mających w przeszłości szerszy zasięg geograficzny, lecz obecnie żyjących na terenie znacznie mniejszym (bądź na specjalnie wydzielonych terenach, jak rezerwaty czy parki narodowe). Zmniejszenie zasięgu może świadczyć o tendencji gatunku do wymierania.
Określenie „relikt” bywa używane przenośnie w innych znaczeniach i jest obecne w innych dziedzinach wiedzy. W historii relikty to pozostałości po jakimś okresie lub czasach, a w językoznawstwie relikt to pozostałość po wcześniejszych historycznie elementach językowych.

## Znaczenie
Bardzo często są to formy, które pomimo znacznych zmian klimatycznych przetrwały w jakichś szczególnych warunkach lokalnych lub które podczas zlodowacenia przeniosły się w kierunku równika i mimo cofania się lodowca udało im się przetrwać w enklawach oddzielonych od obszaru obecnego występowania (relikt glacjalny). Reliktami kserotermicznymi nazywa się organizmy, które przybyły na jakiś obszar w okresie ocieplenia klimatu (np. pomiędzy zlodowaceniami), a następnie zostały oddzielone od naturalnego obszaru występowania. Relikty dzieli się też na relikty pierwotne (powstałe w wyniku naturalnych zmian środowiskowych) i relikty wtórne, powstające w wyniku rabunkowej gospodarki człowieka na Ziemi.
W systematyce mianem reliktu ewolucyjnego określa się „niedobitki” różnych form życia, pozostałe po wymarłych grupach systematycznych. Z tej grupy dla przykładu można wymienić amerykańskiego widłoroga (pozostałość fauny trzeciorzędowej Ameryki Północnej) lub „postmezozoiczną” tuatarę z Nowej Zelandii.
Wyróżnia się także grupę tzw. reliktów dawnych upraw, czyli gatunków roślin, które były uprawiane przed wiekami. Występują one na grodziskach i innych stanowiskach archeologicznych.